# 2000년 하계 올림픽 아제르바이잔 선수단
2000년 하계 올림픽 아제르바이잔 선수단은 오스트레일리아 시드니에서 개최된 2000년 하계 올림픽에 참가한 올림픽 아제르바이잔 선수단이다.

## 메달 집계

### 종목별 참가 선수 및 메달 집계

#### 종목별 메달 집계
| 종목   | 1 | 2 | 3 | 합계 |
| 레슬링 | 1 | 0 | 0 | 1    |
| 사격   | 1 | 0 | 0 | 1    |
| 복싱   | 0 | 0 | 1 | 1    |
| 합계   | 2 | 0 | 1 | 3    |

#### 종목별 참가 선수
| 종목   | 참가 선수 | 1 | 2 | 3 | 메달 합계 |
| 다이빙 | 1         |   |   |   |           |
| 레슬링 | 9         | 1 |   |   | 1         |
| 복싱   | 5         |   |   | 1 | 1         |
| 사격   | 2         | 1 |   |   | 1         |
| 수영   | 2         |   |   |   |           |
| 역도   | 4         |   |   |   |           |
| 유도   | 4         |   |   |   |           |
| 육상   | 4         |   |   |   |           |
| 합계   | 31        | 2 | 0 | 1 | 3         |

### 메달리스트
| 메달   | 이름                    | 종목   | 세부 종목          |
| ------ | ----------------------- | ------ | ------------------ |
| 금메달 | 나미크 아브둘라예프     | 레슬링 | 남자 자유형 -52 kg |
| 금메달 | 젬피라 메프타해트디노바 | 사격   | 여자 스키트        |
| 동메달 | 뷔가르 앨래크배로프     | 복싱   | 남자 -75 kg        |

## 종목별 성적

### 수영
| 선수            | 세부 종목       | 예선  | 예선 | 준결선    | 준결선    | 결선      | 결선      |
| 선수            | 세부 종목       | 기록  | 순위 | 기록      | 순위      | 기록      | 최종 순위 |
| 에민 굴리예프   | 남자 자유형 50m | 25.36 | 60   | 진출 실패 | 진출 실패 | 진출 실패 | 진출 실패 |
| 알리사 할르예바 | 여자 50m 자유형 | 28.79 | 59   | 진출 실패 | 진출 실패 | 진출 실패 | 진출 실패 |

### 육상

#### 남자
- 테이무르 가스모프
- 파이크 바그로프
- 세르게이 보치코프

트랙 / 도로 경기
| 선수 | 세부 종목 | 1차 예선 | 1차 예선 | 2차 예선 | 2차 예선 | 준결선 | 준결선 | 결선 | 결선      |
| 선수 | 세부 종목 | 기록     | 순위     | 기록     | 순위     | 기록   | 순위   | 기록 | 최종 순위 |

필드 경기
| 선수 | 세부 종목 | 예선 | 예선 | 결선 | 결선      |
| 선수 | 세부 종목 | 기록 | 순위 | 기록 | 최종 순위 |

#### 여자
- 아이대 이사예바

트랙 / 도로 경기
| 선수 | 세부 종목 | 1차 예선 | 1차 예선 | 2차 예선 | 2차 예선 | 준결선 | 준결선 | 결선 | 결선      |
| 선수 | 세부 종목 | 기록     | 순위     | 기록     | 순위     | 기록   | 순위   | 기록 | 최종 순위 |

필드 경기
| 선수 | 세부 종목 | 예선 | 예선 | 결선 | 결선      |
| 선수 | 세부 종목 | 기록 | 순위 | 기록 | 최종 순위 |

## 참고 자료
- (영어) “Azerbaijan at the 2000 Sydney Summer Games”. SR/Olympic Sports. 2012년 11월 13일에 원본 문서에서 보존된 문서. 2011년 10월 15일에 확인함.